# 吳士瑞
吳士瑞（？—？），號我雲，湖廣黃州府黃岡縣人，明朝政治人物。

## 生平
萬曆十年（1582年）壬午科湖廣鄉試舉人。萬曆二十年（1592年），登壬辰科第二甲第四十三名進士，工部觀政，二十二年授户部主事，二十四年丁憂，二十七年補原职，本年淮安管倉，二十八年升员外郎，三十年升郎中，本年出为成都知府，三十四年仕至四川副使。三十五年考察調簡。三十六年補平凉知府，三十八年考察去職。

## 家族
曾祖吳永貴；祖父吳鶚，儒士；父吳嶽，府經歷。